# Effet de souffle
Pour les articles homonymes, voir souffle (homonymie) et Blast.
L’effet de souffle ou blast, est l'effet sur l'organisme d'une explosion. Il est recherché par certaines armes (des obus ou grenades et mines aux bombes atomiques) et alors parfois associé à un effet thermique (double-effet dit « thermobarique »).
Lors des guerres ou blessures par armes à feu ou lors d'une explosion accidentelle, les lésions induites par l'effet de souffle aggravent les blessures par balles ou éclats isolés et rendent le travail des médecins et chirurgiens plus délicat,.
Certaines de ces armes relèvent de la « Convention du 10 avril 1981 sur l'interdiction ou la limitation de l'emploi de certaines armes classiques qui peuvent être considérées comme produisant des effets traumatiques excessifs ou comme frappant sans discrimination » signé à New York le 10 avril 1981 par 34 États (texte élaboré à Genève par deux conférences des Nations-Unies en 1978 et 1980).
Un effet de souffle peut aussi être induit par la foudre, par un effondrement minier (pour les personnes présentes dans les galeries proches à ce moment) ou par certains types d'avalanches,.

## Types d'effets

Diagramme d'une blessure par explosion (blast).

Une explosion est une onde de surpression. Cette onde a plusieurs effets :
- l'onde de choc dans l'air percute la personne et provoque une onde de choc dans son corps (réfraction) ; cette onde de choc interne peut provoquer des dommages internes ayant des effets à retardement ; par ailleurs, la surpression provoque des dégâts à l'appareil laryngotrachéal et plus encore à l'oreille, pouvant aller jusqu'à la rupture du tympan ou à l'arrachement de la cochlée de ses attaches ; c'est le « blast primaire » (ou blast auriculaire concernant les effets sur l'audition ; surdité temporaire ou définitive) ; ainsi la catastrophe d'AZF-Toulouse (21 septembre 2001) a induit en 5 semaines plus de 3 000 consultations médicales pour troubles otorhinolaryngologiques : 56 % pour surdité, 56 % pour des acouphènes et 46 % pour des otalgies[8]; 
Une balle pénétrant dans les chairs y génère aussi l'équivalent d'un effet de souffle localement très destructeur [9].
- elle projette des objets (débris, éclats) qui occasionnent des plaies (victime polycriblée) ; c'est le « blast secondaire » ;
- lorsque l'onde de choc atteint une personne, celle-ci se trouve pendant un très court instant avec une surpression d'un côté et la pression atmosphérique de l'autre ; ceci crée une force qui peut projeter la personne, avec des traumatismes liés à la chute ; c'est le « blast tertiaire » ;
- lorsque la personne est debout ou appuyée sur un plancher ou paroi derrière laquelle survient une explosion les parties de corps en contact avec cette paroi peuvent être gravement endommagées (ainsi l'explosion d'une bombe, grenade, mines ou  EEI à proximité de la coque d'un navire ou sous un véhicule blindé transmet son énergie à l'intérieur du navire ou de l’habitacle pouvant induire de graves « lésions de blast », notamment dans les membres inférieurs en contact avec le plancher (« solid blast »[10],[11]), notamment décrites durant la Guerre d'Algérie[12],[13],[14] et correspondant aux blessures dites de « pied de mine indirect » ou « claque de pont » (« deck-slap injury » chez les marins)[15]. Même sans atteinte par des éclats ces blessures (fracas ouverts, fracas fermés (solid blast)[16] avec ou sans atteinte des organes creux) sont souvent graves, très douloureuses et peuvent conduire à des « amputations traumatiques »[17] (et/ou à de graves handicaps et séquelles[12] voire à la mort en l'absence de soins adéquats).
- l'effroi provoqué par l'explosion induit fréquemment un traumatisme psychique, que l'on qualifie parfois de « quatrième blast ».

On considère qu'il faut une pression proche de 3 kg·cm-2 avant d'observer des lésions (uniquement dues à la pression) pouvant être mortelles. Toutefois, il a été prouvé que l'homme peut supporter des pressions plus grandes. On rapporte même la survie d'un équipage de sous-marin ayant été soumis à une pression de 21 kg·cm-2, avec toutefois des dommages irréversibles aux oreilles. Ces valeurs dépendent néanmoins de la vitesse de variation de la pression. Une variation supérieure à 1 kg·cm-2 en moins d'une milliseconde est considérée comme un blast. Si ces taux ne sont pas atteints, on est alors en présence d'un barotraumatisme ou d'un traumatisme dû à des sons de forte intensité.

## Autres dommages «collatéraux»
- brûlures, si l'explosion s'accompagne de chaleur ;
- effondrement de bâtiment ;

- intoxication et/ou brûlures externes par les gaz, vapeurs et microparticules toxiques dégagés par l'explosion et/ou la munition : dans le cas d'armes chimiques, d'armes perforantes, mais parfois aussi d'armes conventionnelles, comme les « obus à balles de plomb » par exemple, qui sont sources d'une faible quantité de vapeur de plomb (à l'impact des billes de plomb, s'il est très violent) ou sources de quantités plus importantes de vapeurs toxiques à la suite de la sublimation du plomb en vapeur de plomb en cas d'incendie.
- lésions ostéopathiques (crâniennes, structurelles et viscérales). Ces trois types de lésions sont infiniment moins perceptibles et incomparables sur le plan clinique par rapport aux différentes lésions précitées chez les sujets exposés d'une manière directe au blast. Cependant elles sont présentes à des degrés divers chez tous les sujets, même fortement éloignés, mais ayant ressenti son effet « coup de fouet » brusque. Celui-ci pouvant par exemple entraîner une simple chute de sa propre hauteur qui sera à priori négligée en absence de traumatisme. L'intérêt de ses lésions est bien évidemment quasi nul en première intention par rapport aux soins médicaux d'urgence à apporter aux sujets exposés. La prise en charge sur le moyen et long terme de l'ensemble des sujets présentant ou ressentant des troubles divers (dont l'origine sera parfois difficile à rapprocher des effets du blast) ou se disant encore « choqués » pourra passer par l'étude de ces lésions.

## Moyens de protection
Outre les dispositifs de prévention des déflagration (par exemple dans un silo de grains où les explosions de poussière peuvent survenir), quelques solutions techniques permettent de protéger certains bâtiments et certains infrastructures des effets destructeurs d'une brusque surpression ou déflagration (externe ou interne)
Il est possible de ménager des évents mais avec l'inconvénient de générer des pertes de calories ou frigories..
Deux autres moyens techniques, qui eux ne nuisent pas aux consommations énergétiques  existent :
1. évents dits « à rupture » qui « sautent » quand la pression interne ou externe du bâtiment dépasse une certaine limite (par exemple à partir de 2,5 mbar ou de 20 mbar) ;
2. solution non destructive à clapet ou à évent mobile (plus récente). Un élément du bâtiment ayant la forme d'un clapet, d'une fenêtres, d'une porte ou d'un pan de mur peut s'ouvrir tout en restant solidaire du bâti par une solide charnière puis se refermer doucement ensuite. Les seuils de déclenchement peuvent être paramétrés à l'avance. L'avantage est que le bâtiment reste ensuite fermé (contre les intrusions ou l'entrée d'air qui pourrait alimenter un incendie).